# Reliant
La Reliant è stata una casa automobilistica inglese, attiva dal 1935 al 2002.

## Storia

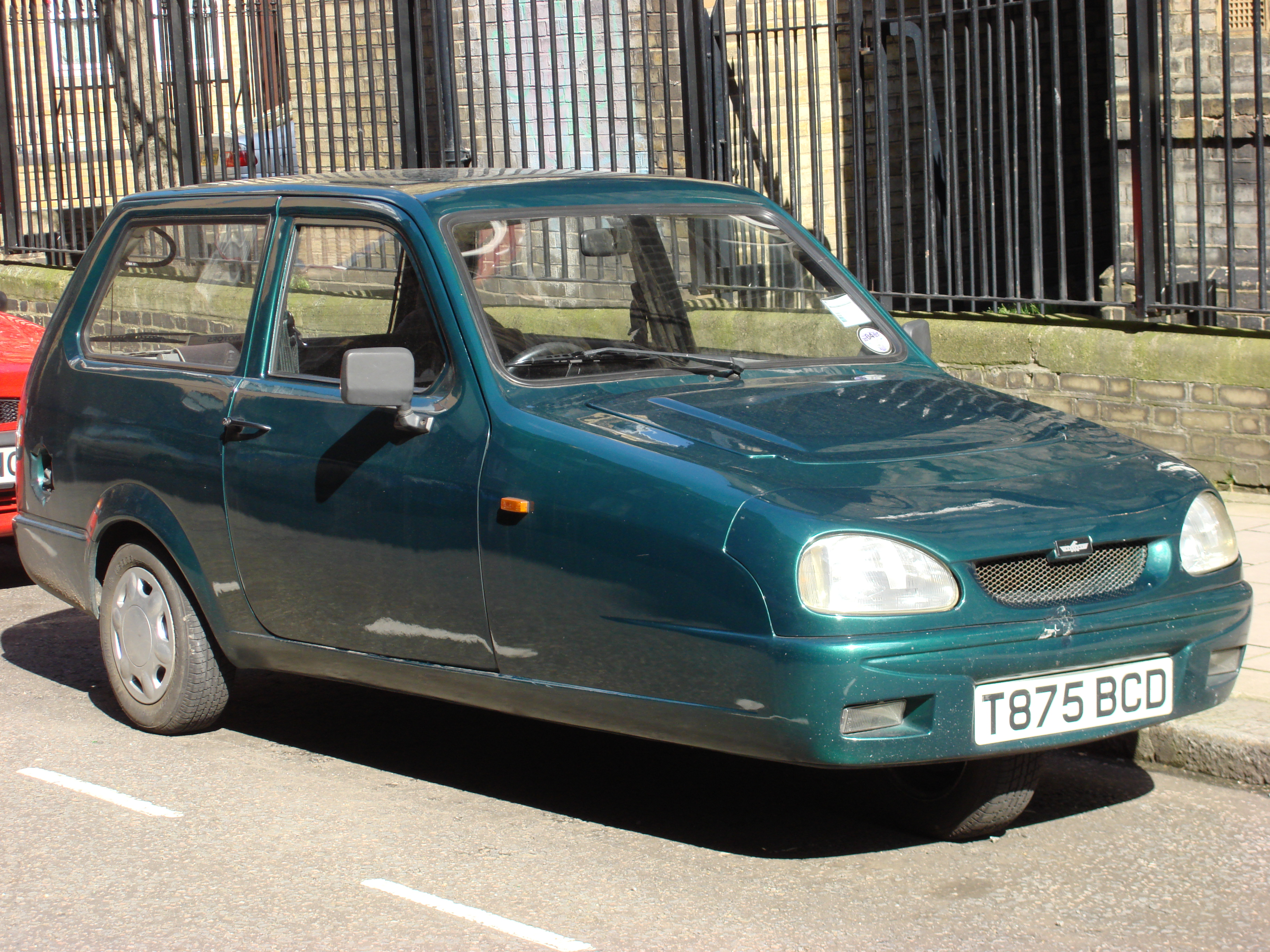
Una Reliant Robin MKIII.

L'azienda nacque nel momento in cui T.L. Williams rilevò dalla Raleigh i diritti di produzione di un veicolo a tre ruote motorizzato prodotto dalla casa produttrice di biciclette. Le prime versioni di tale veicolo, dal nome omonimo di quello dell'azienda, erano equipaggiate da un motore di derivazione motociclistica da 750 cm³, sostituito alcuni anni dopo da uno di derivazione automobilistica della Austin.
Nel 1952 venne prodotta la versione a quattro posti del triciclo dal nome Regal e solo nel 1961 la produzione si allargò al settore delle quattro ruote, con la messa in commercio della Sabre, seguita da quella della Scimitar, modelli caratterizzati anche dall'uso di materiali leggeri come la vetroresina.
Nel 1969 la Reliant rilevò anche uno dei principali concorrenti del settore, la Bond Cars, e nel 1975 poté dichiarare di aver superato la soglia delle 250.000 vetture costruite.
Dagli anni settanta si registrò però una grossa crisi nel mercato delle vetturette di questo tipo, cosa che portò pesanti ripercussioni all'azienda.
La vendita di veicoli marchiati Reliant ebbe termine nel 2002, dopo che l'anno prima i diritti di produzione dell'ultimo modello in catalogo, la Robin, erano stati ceduti ad un'altra azienda.

## Modelli
- Fox 1983-1990
- Kitten 1975-1982
- Robin 1973-2002
- Rebel 1964-1973
- Regal 1953-1973
- Rialto 1981-1998
- Sabre 1961-1964
- Scimitar GT 1964-1970
- Scimitar GTE 1968-1982
- Scimitar SS1 1984-1989
- Scimitar SST 1989-1990
- SS2 1988-1995
- Metrocab 1989-1991
- TW9 1967-1987
- FW11 1977

## Galleria d'immagini

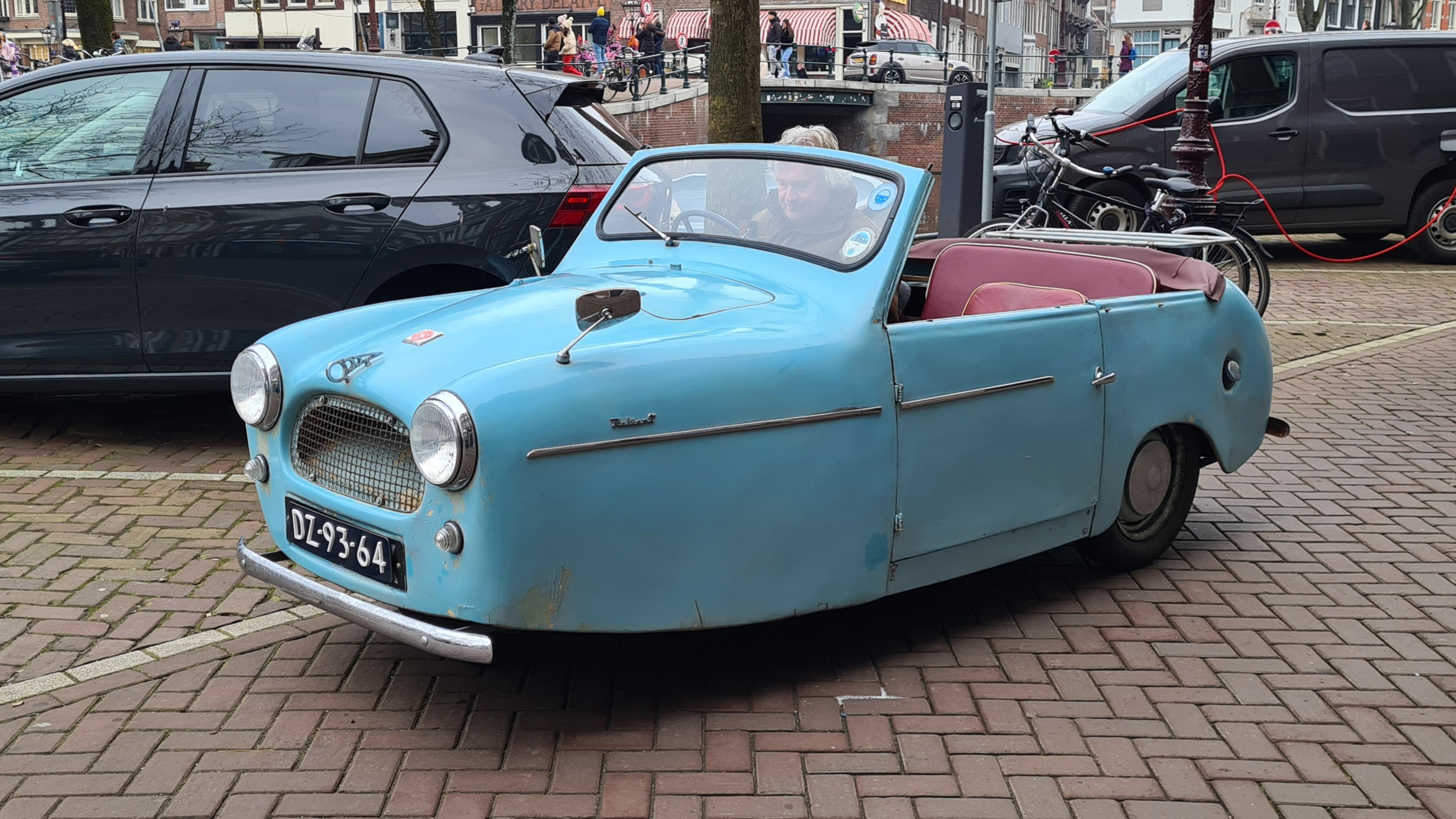
Reliant Regal Mk3 Convertibile, 1957
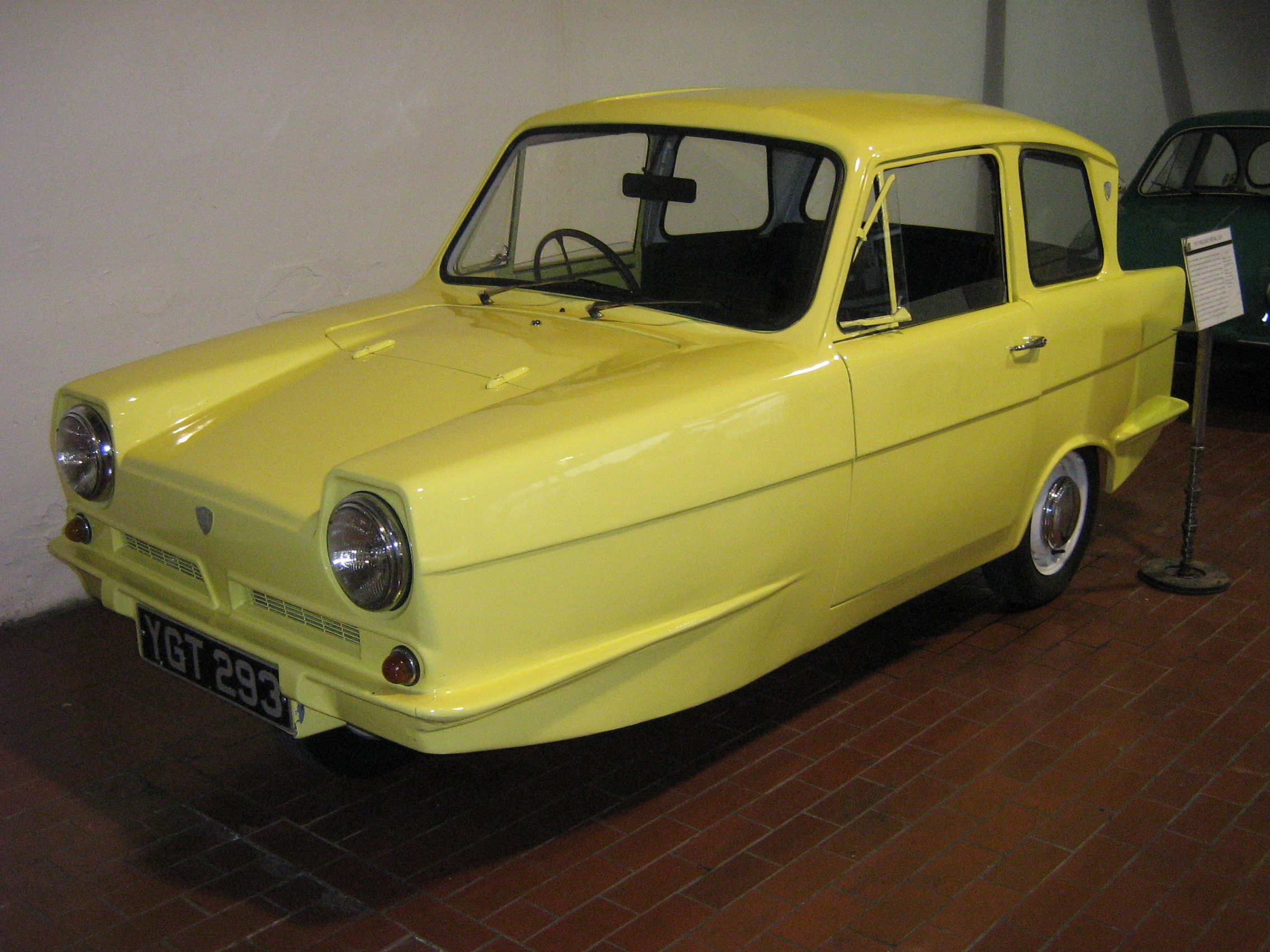
1971 Reliant Regal
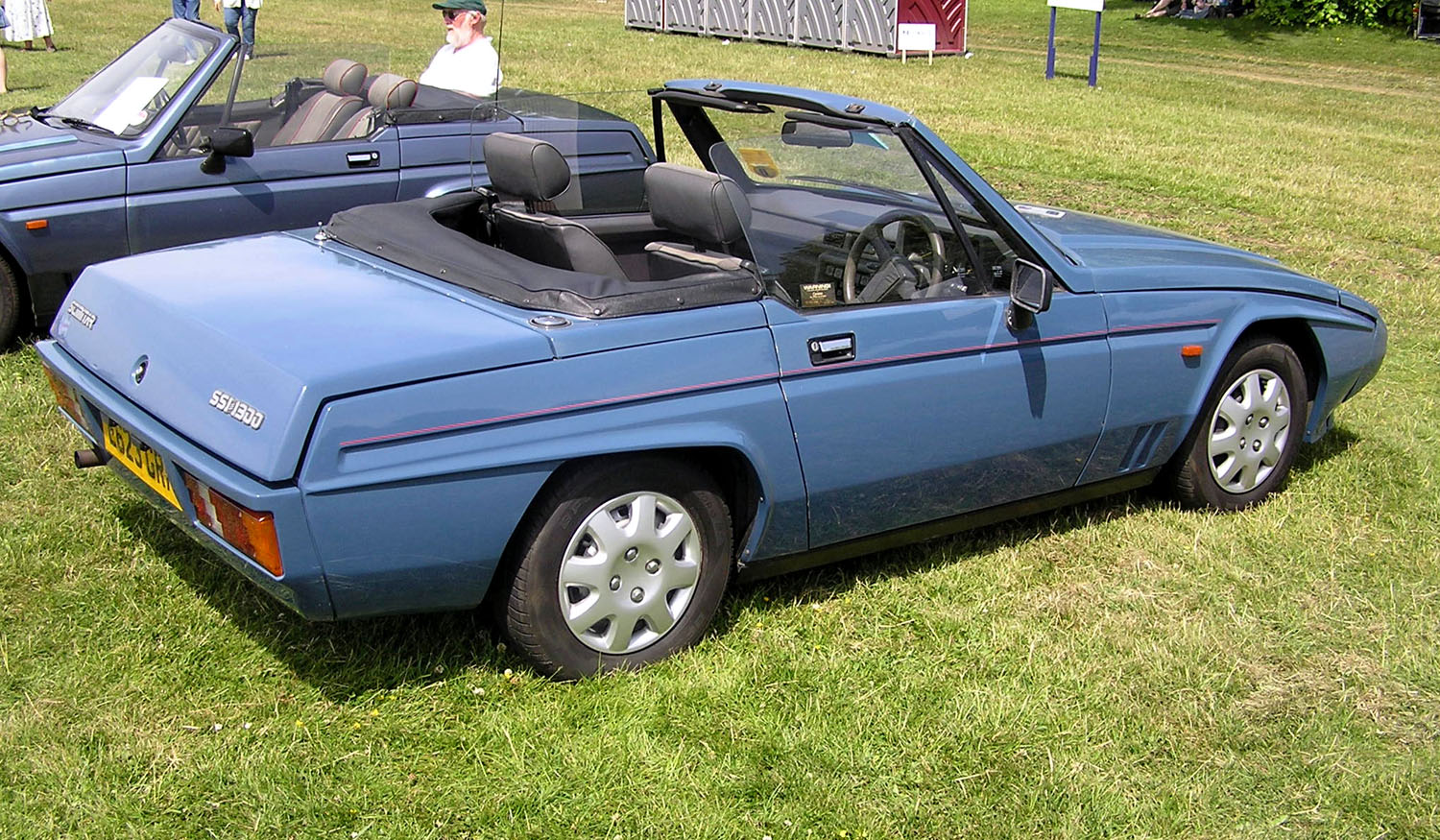
La Scimitar SS1
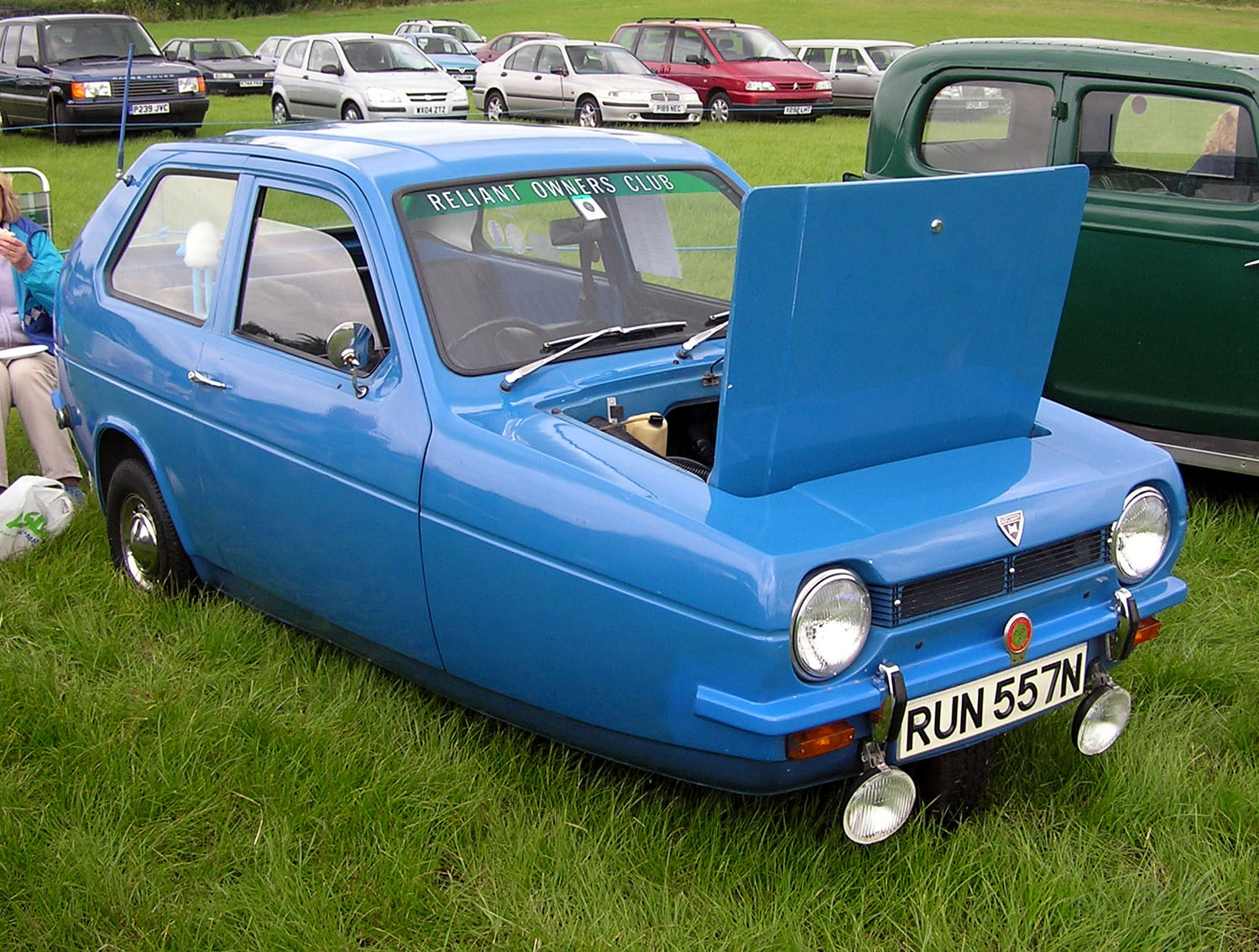
1974 Reliant Robin
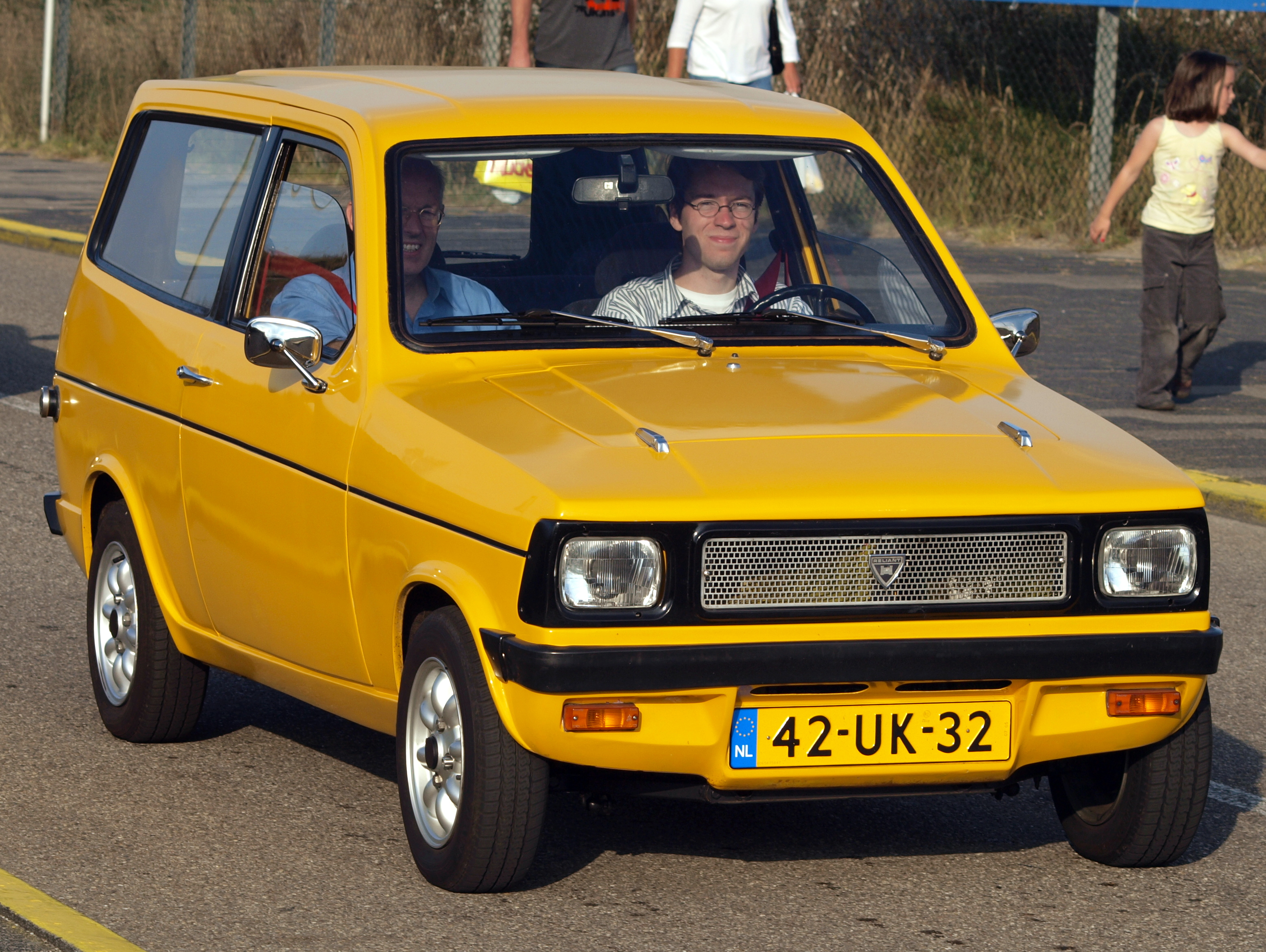
Reliant Kitten Estate
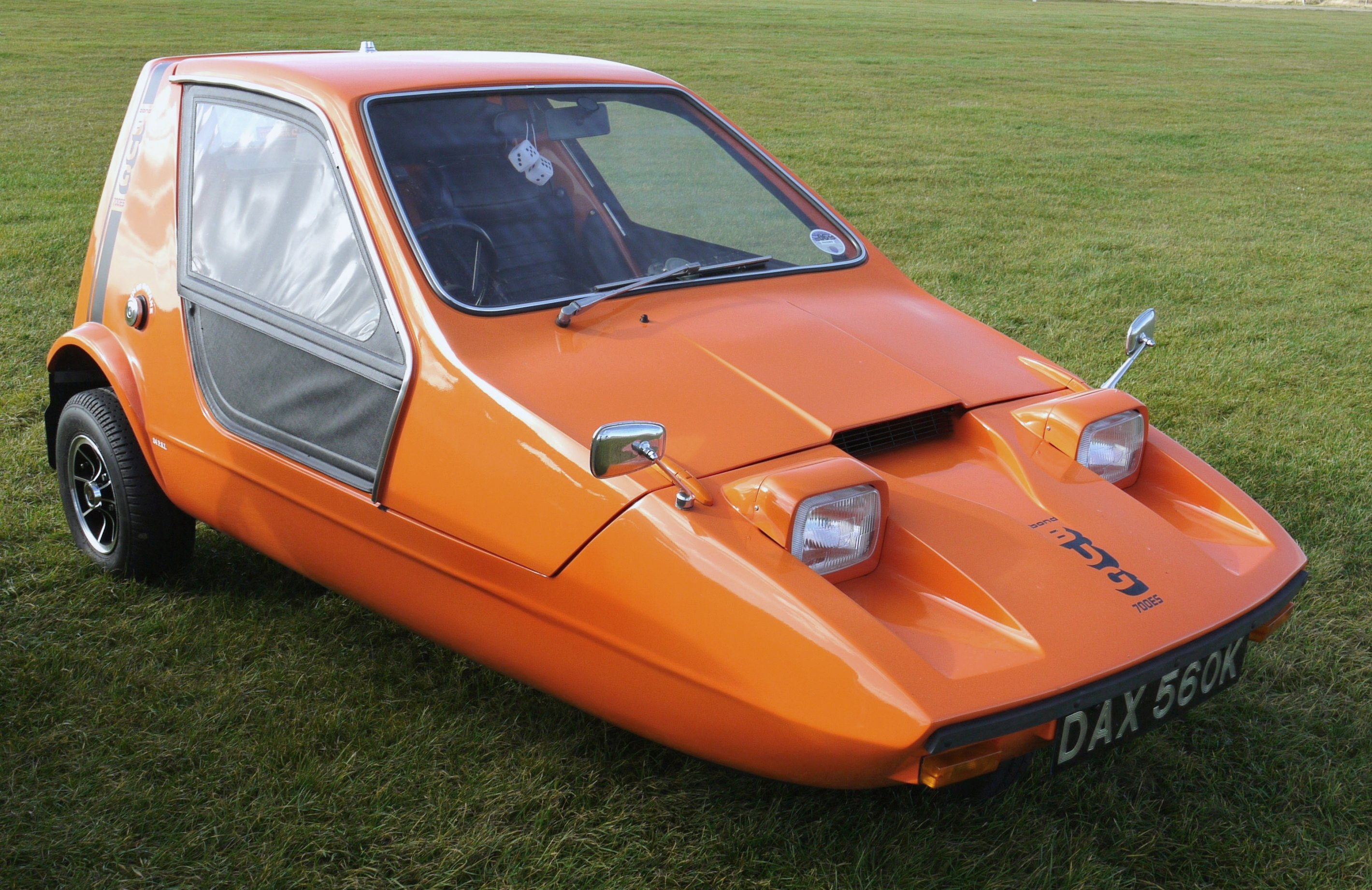
Bond Bug
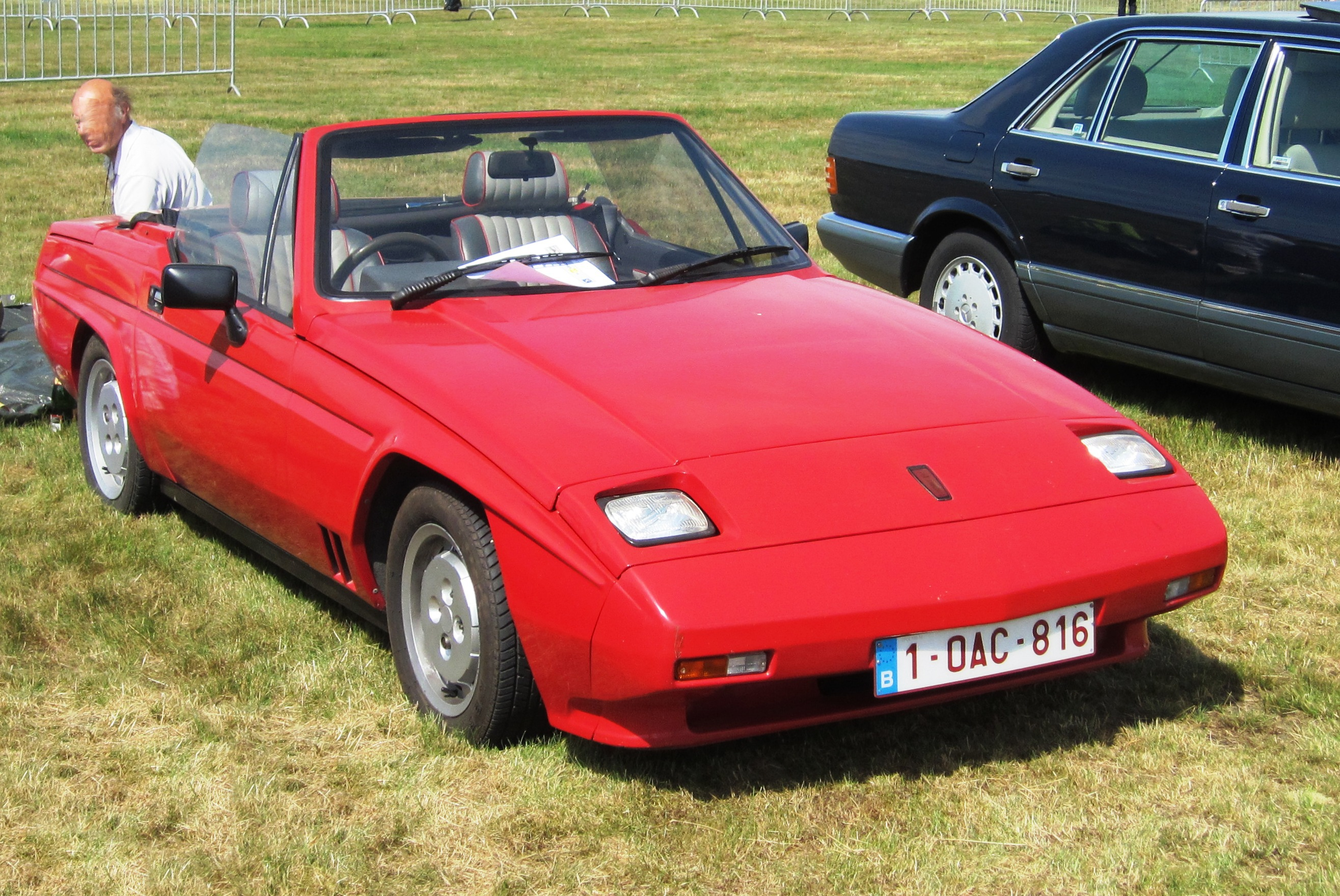
Reliant Scimitar SS1